# Eois antiopata
Eois antiopata là một loài bướm đêm trong họ Geometridae.